# 藤原助信
藤原 助信（ふじわら の すけのぶ）は、平安時代中期の貴族・歌人。藤原北家、権中納言・藤原敦忠の子。官位は従四位下・右近衛中将。

## 経歴
村上朝にて、六位蔵人兼右衛門尉を務めたのち、天暦9年（955年）ごろ従五位下・右近衛少将に叙任される。応和2年（962年）に五位蔵人に補任され、蔵人少将と呼ばれた。応和3年（963年）に従四位下に叙せられた。康保元年（964年）為平親王子日の遊びに供奉して雉を捕え、康保3年（966年）に行われた殿上侍臣舞では皷を奉仕している。
円融朝に入って、天禄2年（971年）内蔵頭として平野社祈雨奉幣使を、翌天禄3年（972年）円融天皇の元服に際しては能冠を務めている。右近衛中将に至ったと見られるが、円融朝で中将兼内蔵頭となったか。
ほかに国司として備中国や因幡国へ下向している。備中国赴任の際に承香殿女御から扇・幣などが与えられたことを聞いた冷泉院との間で交わされた和歌が『新古今和歌集』に残っている。地方官を務めた時期は明らかでないが、康保3年（966年）10月から天禄2年（971年）6月、天禄3年（972年）正月以降、の両期間について諸記録に助信の活動記録が残っていないことから、この時期を赴任時期に比定する意見もある。
康保3年（966年）4月末の駒牽の日に赤痢を発病。10余日の闘病の後、5月16日に卒去したともされる。

## 人物
村上天皇の信頼厚く、助信が湯治のため信濃国に赴く際には天皇から御製を与えられている。
歌人として活躍し、天徳3年（959年）の殿上歌合、天徳4年（960年）内裏歌合、応和2年（962年）の内裏歌合などの各種歌合に参加。徽子女王・壬生忠見などとの交流が窺えるが、勅撰和歌集入集は『新続古今和歌集』の1首のみ。
管絃の道にも長けて「管絃名人」と称せられた。中川にあったその邸宅は趣のあるもので、庭園には、池ややり水さらには築山などがあったという。

## 官歴
- 時期不詳：正六位上
- 天慶9年（946年） 8月7日：見権少尉[11]
- 天暦4年（950年） 5月29日：見六位蔵人兼右衛門尉[12]
- 時期不詳：従五位下
- 天暦9年（955年） 7月24日?：右近衛少将[13]
- 天徳元年（957年） 3月14日：見右近衛少将[12]
- 時期不詳：従五位上
- 天徳2年（958年） 8月27日：五位蔵人[13]
- 時期不詳：正五位下
- 応和3年（963年） 正月5日：従四位下[14]
- 天禄2年（971年） 6月21日：見内蔵頭[4]
- 時期不詳：右近衛中将[15]。備中守[16]

## 系譜
『尊卑分脈』による。
- 父：藤原敦忠
- 母：源等の娘
- 妻：藤原俊連の娘
  - 男子：藤原相如（?-995）
- 妻：源英明の娘
  - 男子：藤原淑如
- 妻：平希世の娘
- 生母不明の子女
  - 男子：藤原兼盛
  - 男子：信慶